# Pleuroxia abstans
Pleuroxia abstans är en snäckart som beskrevs av Tom Iredale 1939. Pleuroxia abstans ingår i släktet Pleuroxia och familjen Camaenidae. Inga underarter finns listade i Catalogue of Life.